# Три Святителя (броненосец)
«Три Святителя» — линкор Черноморского флота додредноутного типа. Является развитием балтийского броненосца «Наварин», с некоторыми улучшениями в бронировании и вооружении. Построен на Николаевской верфи, заложен в 1891 году, спущен на воду в 1893-м, вступил в строй в 1895 году. Модернизирован в 1911—1912 годах. Принимал участие в боевых действиях на Чёрном море в 1914—1916 годах. В 1922 году был разобран на металл.

## Постройка
В начале 90-х годов XIX века основу Черноморского флота составляли четыре барбетных броненосца типа «Синоп» и одиночный «Двенадцать Апостолов». При всей своей оригинальности, эти корабли стремительно устаревали, поэтому в сентябре 1891 года на Николаевском адмиралтействе «в присутствии Его Императорского Высочества великого князя Алексея Александровича» был заложен башенный броненосец «английской» схемы, получивший название «Три Святителя» (в честь почитаемых в Православной церкви трёх вселенских учителей) и ознаменовавший собой важный этап в отечественном кораблестроении.
Прототипом его послужил балтийский «Наварин». В то же время недостатки последнего в новом проекте удалось в значительной мере преодолеть. Во-первых, было решено отказаться от неоправданного ограничения размеров — в результате проектное водоизмещение достигло 12 480 т. Во-вторых, с учётом негативного опыта отечественных поставок брони для «Наварина», броня для корабля была заказана в Англии на заводе компании «Виккерс». Более прочная никелевая броня была доставлена своевременно. В-третьих, уже в ходе строительства 35-калиберные орудия главного калибра заменили новыми 40-калиберными. Прекрасно показали себя и ходовые механизмы (также закупленные в Англии): на испытаниях «Три Святителя» развил скорость 17,7 узла вместо проектных 16-ти. В результате к моменту ввода в строй новый черноморский броненосец мог считаться не только сильнейшим кораблем Российского флота, но и мира. В 1899 году корабль был оснащен радиостанцией конструкции А. С. Попова с дальностью связи около трех морских миль.

### Корпус

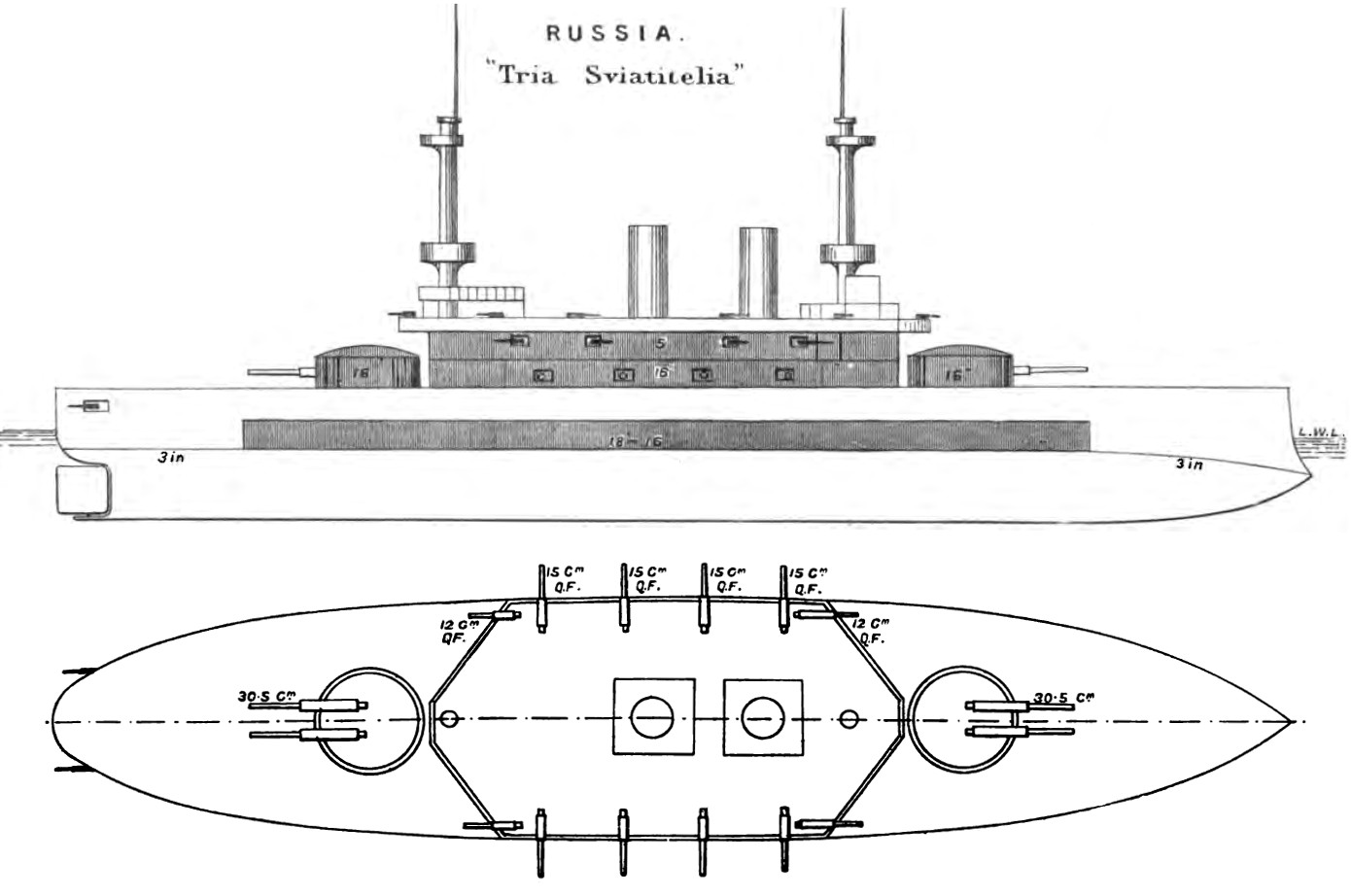
Схема бронирования и вооружения броненосца, приведенная в британском альманахе Brassey’s Naval Annual 1896

## Конструкция

### Бронирование
Вертикальные броневые плиты обрабатывались по способу Гарвея в отличие от «Наварина», имевшего сталежелезную броню. Главный пояс достигал толщины 457 мм (в оконечностях 406), башни главного калибра и нижний каземат защищались 406-мм броней. Нижняя палуба из листов никелевой стали толщиной 76 мм имела скосы к нижней кромке главного пояса, бронировалась и крыша каземата (53 мм).

## Участие в Первой мировой и Гражданской войнах
В годы первой русской революции принимал участие на стороне правительственных войск, в попытке усмирить восставший броненосец «Потемкин» и в обстреле крейсера «Очаков» в ноябре 1905 года. В составе Черноморской эскадры участвовал в бою с германо-турецким линейным крейсером «Гебен» (англ. SMS «Goeben») у мыса Сарыч 17 ноября 1914 года, однако плохая видимость не позволила вести прицельную стрельбу кораблям, следовавшим в кильватере за флагманским «Евстафием».
10 мая 1915 года Черноморская бригада линкоров вновь встретила «Гебен», на этот раз у входа в пролив Босфор. 20-минутный бой шёл на дистанции 16 км. Большая дальность предопределила низкую результативность — в русские корабли не попал ни один снаряд, немецкий крейсер поразили три 305-мм снаряда, уничтожив при этом одно 150-мм орудие. Из-за нерешительных действий командующего русской эскадрой «Гебену» удалось оторваться и уйти.
В дальнейшем русские линкоры блокировали Босфор, поддерживали десантную операцию в Трапезунде, обстреливали угольные разработки в Зонгулдаке.
Последняя встреча черноморских линкоров с «Гебеном» произошла при весьма скорбных обстоятельствах: следствием Брестского мира стала сдача Севастополя немцам. Бывший противник вошёл в главную базу флота как победитель, и на замерших в Южной бухте броненосцах были подняты кайзеровские флаги. В море линкоры додредноутного типа больше не выходили.В годы Гражданской войны и интервенции броненосец оставался в Севастополе. Английские интервенты при отступлении из Крыма подорвали машины корабля и окончательно вывели его из строя. В начале двадцатых годов окончательно устаревший броненосец был сдан на слом и разобран к 1925 году в Севастополе.

## Командиры
- х.хх.1892 — хх.хх.1893 — капитан 1-го ранга Феодосьев, Евгений Петрович
- 01.01.1894 — 26.04.1899 — капитан 1-го ранга Мартыно, Александр Фомич
- 26.04.1899 — хх.хх.1903 — капитан 1-го ранга Данилевский, Михаил Александрович
- хх.хх.1903 — 13.10.1903 — капитан 1-го ранга Юрковский, Владимир Николаевич
- 13.10.1903 — 05.01.1904 — капитан 1-го ранга Сарнавский, Владимир Симонович
- 19.01.1904 — 02.01.1906 — капитан 1-го ранга Веницкий, Иван Андреевич
- 02.01.1906 — 22.01.1907 — капитан 1-го ранга Ергомышев, Константин Львович
- хх.хх.1907 — хх.хх.1908 — капитан 1-го ранга Васильев, Иван Григорьевич
- 18.08.1908 — хх.хх.1911 — капитан 1-го ранга Зражевский, Иван Григорьевич
- 19.12.1911 — хх.хх.1913 — капитан 1-го ранга князь Путятин, Николай Сергеевич
- 01.10.1913 — хх.хх.1916 — капитан 1-го ранга Лукин, Вениамин Константинович
- 22.11.1916 — 17.12.1917— капитан 1-го ранга Римский-Корсаков, Михаил Михайлович